# Butihinda
Butihinda är en kommun i Burundi. Den ligger i provinsen Muyinga, i den norra delen av landet, 130 kilometer nordost om Burundis största stad Bujumbura.